# گرینوود (میسیسیپی)
گرینوود (به انگلیسی: Greenwood) شهری در ایالت میسیسیپی کشور ایالات متحده آمریکا است که جمعیت آن در سرشماری سال ۲۰۱۰ میلادی، ۱۵٬۲۰۵
نفر بوده‌است.